# Ascolepis lineariglumis
Ascolepis lineariglumis är en halvgräsart som beskrevs av Kaare Arnstein Lye. Ascolepis lineariglumis ingår i släktet Ascolepis och familjen halvgräs. IUCN kategoriserar arten globalt som livskraftig. Inga underarter finns listade i Catalogue of Life.